# Будилник (вестник)
Вестник „Будилникъ“ е основна медия за българите в Обединеното Кралство от 2002 г. насам. Изданието е под ръководството на инж. Емил Русанов – български емигрант на острова от 2001 г.
„Будилникъ“ е известен също с дейността си на организатор на културни и развлекателни събития за българите на Острова.
Поради огромната си популярност медията е предпочитано място за реклама на малки, средни и големи компании с таргет – българската общност във Великобритания.

## История
Вестникът е създаден през април 2002 г. Първоначално се разпространява само в Лондон, а с течение на времето вестникът става достъпен за българските общности в по-голямата част на Обединеното Кралство. Той е първия български и единствен печатен седмичник в кралството от създаването си до март 2020 г. когато преминава в онлайн издание – www.budilnik.com.